# ヘドヴィグ・ソフィア・アヴ・スヴェーリエ

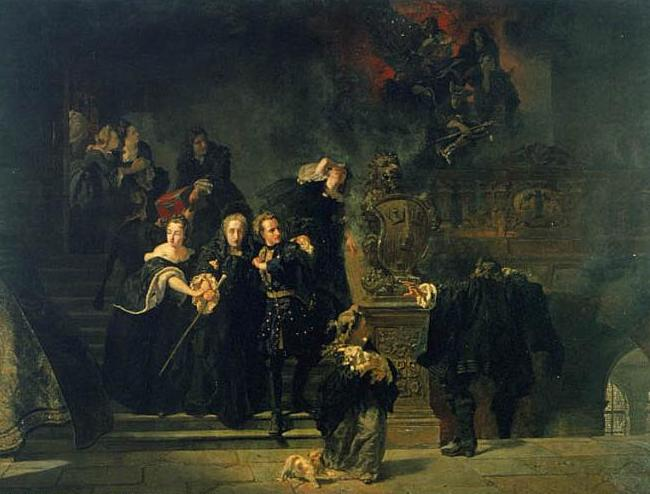
1697年5月7日のトレ・クロノル城の火事に際し、城から祖母や弟妹とともに避難するヘドヴィグ・ソフィア

ヘドヴィグ・ソフィア・アウグスタ・アヴ・スヴェーリエ（Hedvig Sofia Augusta av Sverige, 1681年6月26日 - 1708年12月22日）は、スウェーデン王カール11世とその妃でデンマーク＝ノルウェー王フレゼリク3世の娘であるウルリカ・エレオノーラの間の第1子、長女。カール12世、ウルリカ・エレオノーラ女王の姉。シュレースヴィヒ＝ホルシュタイン＝ゴットルプ公フレゼリク4世と結婚した。

## 生涯
ソフィアは母の死後、弟妹達と一緒に父方の祖母のヘートヴィヒ・エレオノーラの手許で育てられ、祖母から強烈な反デンマーク感情を植えつけられた。1698年5月12日にカールベリ宮殿において、シュレースヴィヒ＝ホルシュタイン＝ゴットルプ公フレゼリク4世と結婚した。ソフィアとフレゼリク4世は母親同士が姉妹の従兄妹同士で、フレゼリク4世はヘートヴィヒ・エレオノーラの甥でもあった。この政略結婚はスウェーデンの伝統的な反デンマーク・親ホルシュタイン＝ゴットルプ政策の一環だった。
公爵夫人ソフィアは、1700年に大北方戦争が始まるまでの数年間、弟カール12世の宮廷を覆っていた遊興三昧の雰囲気の中で、パーティーにうつつを抜かして過ごした。ソフィアは生涯の大半をスウェーデン宮廷で送り、1699年から約1年間は夫の領国ゴットープ（現在のドイツ領ゴットルフ）で暮らしたが、1700年に戦争がはじまると母国に帰りカールベリ宮殿を主な住まいとしていた。帰国した1700年の春、ソフィアは一人息子のカール・フリードリヒ（1700年 - 1739年）を出産した。
1702年に夫と死別すると、ソフィアはゴットルプ公爵位を継いだ幼い息子カール・フリードリヒの摂政に就任した。とはいえ彼女の生活の中心はあくまでスウェーデン宮廷であり、夫の領国を訪れることはめったに無かった。彼女は公国の瑣末な行政は亡夫の弟のリューベック司教クリスティアン・アウグストに任せていたが、重要な政治決定に関しては自分の承認を得させてから行わせた。
スウェーデンでは、ソフィアは息子を子供のない弟カール12世の後継者にしようと目論見、ソフィアを指導者とする「ホルシュタイン派」は、彼女が1708年に亡くなるまではストックホルム宮廷で最も勢力を誇っていた。ソフィアはハノーファー選帝侯世子ゲオルク・アウグスト（後のイギリス王ジョージ2世）など、持ち込まれる再婚の縁談を全て断り、オーロフ・ギレンボリ（Olof Gyllenborg）という青年貴族との恋愛を楽しんだが、祖母ヘートヴィヒ・エレオノーラはこの情事に立腹していた。
ソフィアは優れたファッション・センスを持つ美しい王女で弟カール12世と非常に親密でもあり、カール12世は姉の死に大きな衝撃を受けた。ソフィアの遺骸は1718年にカール12世が死ぬまで埋葬されていなかったという。カール12世の死後、ソフィアの息子カール・フリードリヒがスウェーデン王に擁立されるはずだったが、ソフィアとカール12世の妹で「ヘッセン派」の推すウルリカ・エレオノーラが先手を打ち、早々と王位を継承した。